# Зодиакална светлина
Явлението зодиакална светлина се дължи на разсейването на слънчевата светлина от праховите частици, чиято концентрация е по-висока в орбиталната равнина . Явлението е упоменато от астронома Джовани Доменико Касини през 1683 и обяснено за пръв път от Никола Фасио дьо Дюилие през 1684.
Явлението най-добре се наблюдава от ниски ширини, близки до екватора, и то през цялата година. За по-големи ширини най-добре се наблюдава около пролетното и есенното равноденствие, когато еклиптиката пресича небесния екватор. Видимо е само около час - час и половина преди изгрев или в същия интервал след залез Слънце. 
Около точката, противоположна на Слънцето, за всяка от праховите частиците цялата осветена повърхност е пряко наблюдаема, така че там се забелязва леко по-светло петно. За него е възприет от немски терминът гегеншайн (на немски: Gegenschein), означващ буквално „противо-светене“.